# Ruigoord
Ruigoord is een voormalig eiland en een dorp met diezelfde naam in de Houtrakpolder in de gemeente Amsterdam, in de provincie Noord-Holland. Het dorp werd gekraakt op 24 juli 1973. Inmiddels staat het bekend als kunstenaarskolonie nabij Amsterdam omdat leegstaande woningen in de jaren zeventig in gebruik werden genomen door kunstenaars. Tegenwoordig zijn er ateliers gevestigd en worden er culturele activiteiten georganiseerd in het voormalige kerkgebouw.

## Geschiedenis

### Ontstaansgeschiedenis

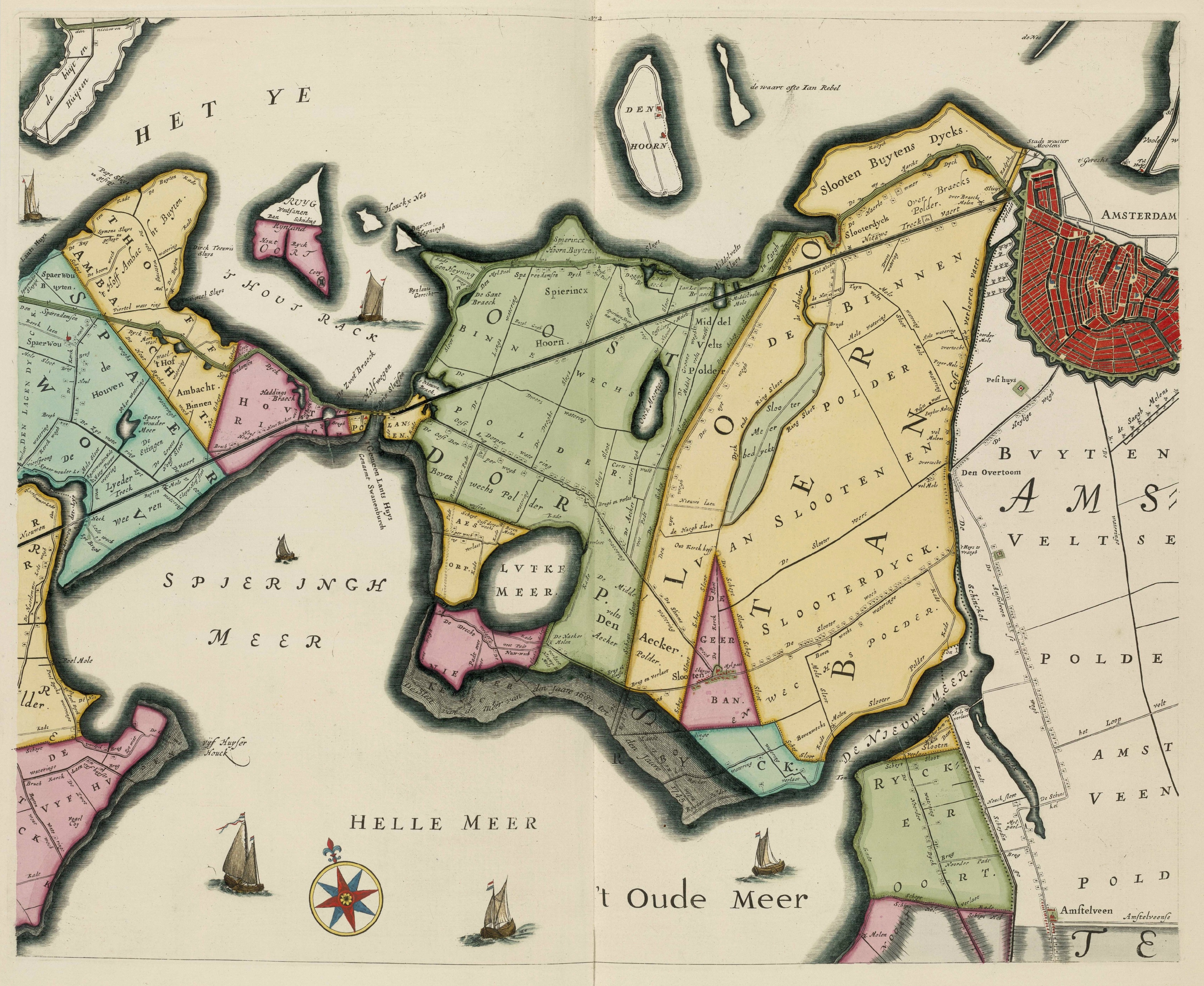
Ruigoord op een deelkaart van het Hoogheemraadschap Rijnland uit 1746. Het eiland is hier in tweeën gesplitst: de zuidelijke helft hoort bij Rijnland (in casu bij het ambacht Houtrijk, het latere Halfweg); de noordelijk helft bij Westzaan. Ook de verdwenen eilanden Den Hoorn en Ian Rebel zijn aangegeven.

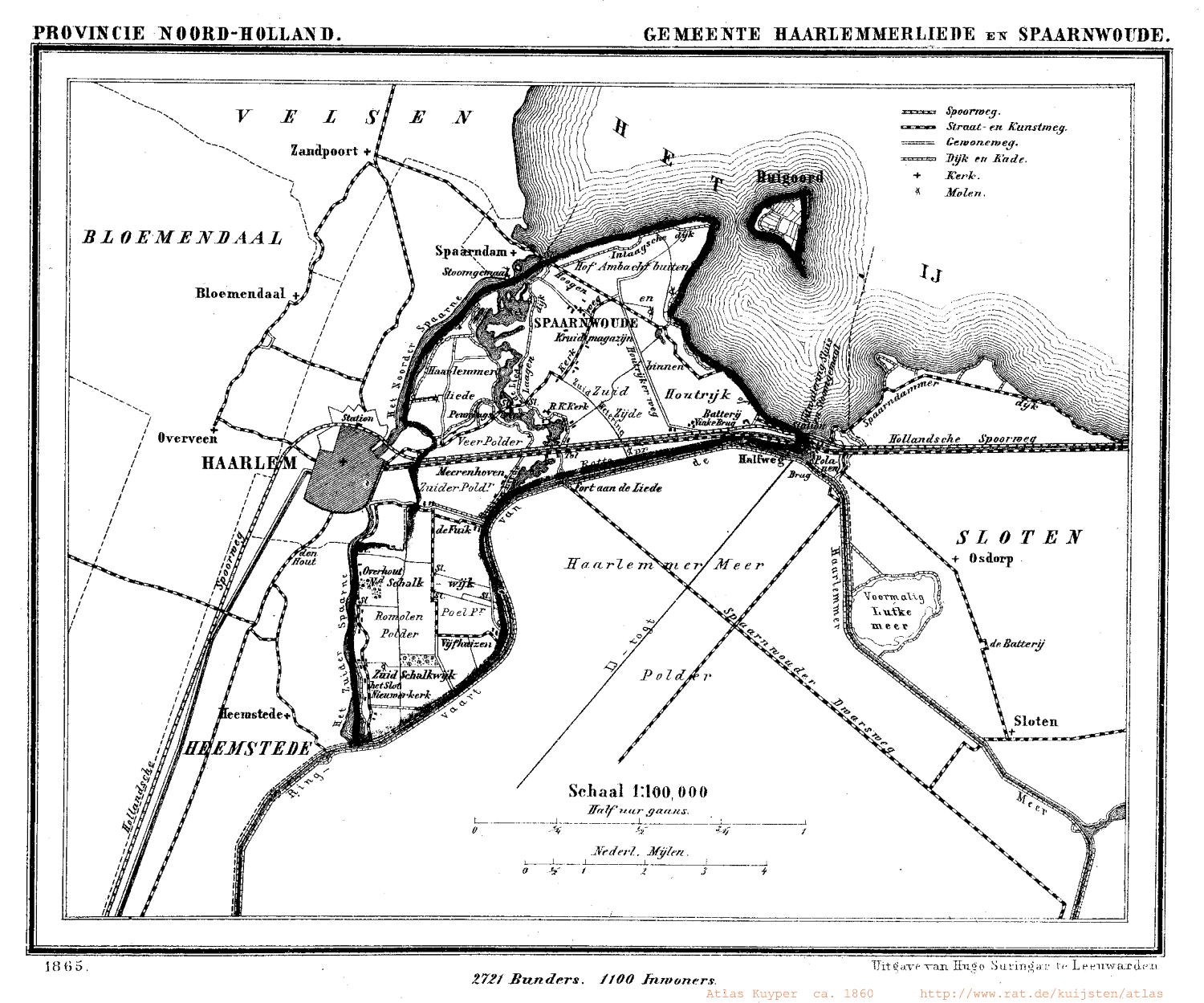
De gemeente Haarlemmerliede en Spaarnwoude in de 19e eeuw. Rechtsboven het eiland Ruigoord in het IJ.

Uit gevonden potscherven weet men dat de plaats waar nu Ruigoord ligt al in de 11e eeuw bewoond werd. In de eeuwen daarna groeide het IJ doordat het veen afkalfde bij stormen en watervloeden; het eiland bleef in de 16e eeuw achter omdat daar een oude oeverwal lag.
Na verloop van tijd werd het een echt eiland, gelegen in het Houtrak. Het werd toen 't Ruyghe Oort genoemd. Op een kaart uit 1849 wordt ook de naam Kooijen eiland genoemd. In de 17e eeuw wordt het eiland door de twaalf landeigenaren overgedragen aan het Hoogheemraadschap Rijnland. 
In 1835 werd op Ruigoord voor het eerst een huis gebouwd. Toen het Houtrak in 1873 bij de aanleg van het Noordzeekanaal werd ingepolderd, verloor Ruigoord de status van eiland. Er verrees een dorp voor een honderdtal mensen uit Zeeland en West-Friesland die werden ingeschakeld als landarbeider in de nieuwe polder. Er kwam een café, en in 1892 werd er een rooms-katholiek kerkje gebouwd, de Sint-Gertrudiskerk. Bestuurlijk viel Ruigoord onder de gemeente Haarlemmerliede en Spaarnwoude. In dit gebied lagen naast Ruigoord nog twee eilanden die onderdeel werden van de polder, namelijk De Horn en Jan Rebellenwaard.
In de twintigste eeuw groeide het dorp uit tot er zo'n tweehonderd mensen woonden. Ruigoord kende een schooltje en een bankinstelling, maar geen gasleiding of riolering.

### Afrikahaven

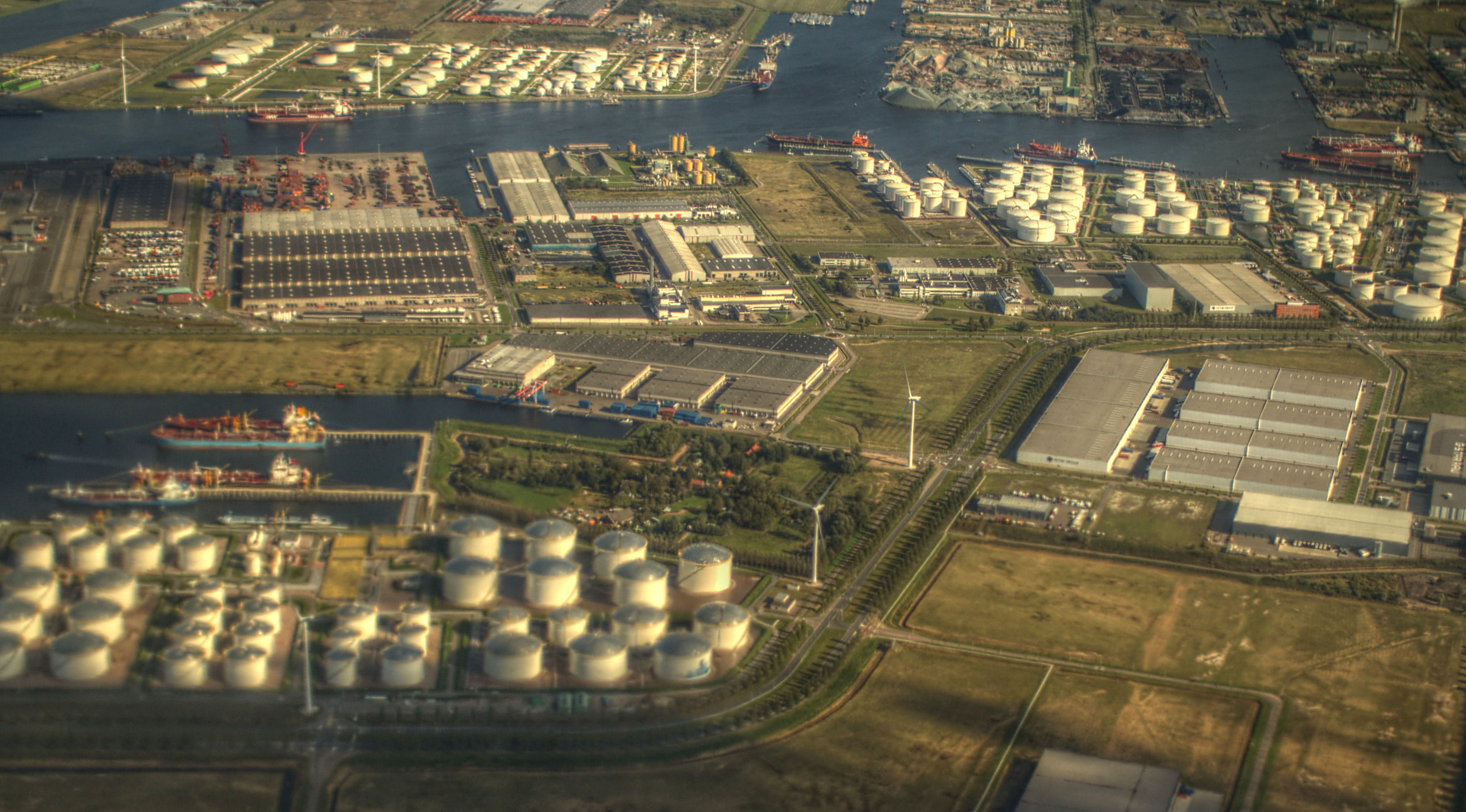
Sinds de 20e eeuw ligt Ruigoord (in het midden) ingeklemd tussen de Amsterdamse oliehavens. Gezien naar het oosten, oktober 2012

In 1964 besloot de toenmalige Amsterdamse wethouder van Economische Zaken Joop den Uyl het gebied te bestemmen tot haventerrein voor de Afrikahaven. Er zou onder meer petrochemische industrie worden gevestigd. De gemeente Haarlemmerliede en Spaarnwoude nam in 1968 een bestemmingsplan aan waarin het gebied rond Ruigoord werd bestemd voor industrieterrein. Ruigoord zou moeten verdwijnen. De grondbezitters van de Houtrakpolder werden uitgekocht, en de bewoners werden gedwongen te verhuizen, terwijl het gebied rond Ruigoord met zand werd opgespoten.
Slechts enkele bewoners, onder wie de pastoor, verzetten zich. Eind 1972 werd Ruigoord echter ontdekt door Amsterdamse kunstenaars en deels gekraakt. De kunstenaars, onder leiding van de dichter Hans Plomp en de schrijver Gerben Hellinga, wisten op 24 juli 1973 te voorkomen dat slopers Ruigoord kwamen afbreken. Diezelfde dag nog werd de sloopvergunning voorlopig ingetrokken. Als gevolg van de oliecrisis waren de plannen voor petrochemische industrie op het terrein toch al van de baan. Een deel van de oorspronkelijke inwoners keerde terug, en de jaren daarna werden gekenmerkt door conflicten tussen de krakers en de oorspronkelijke bewoners, maar ten slotte ontstond wederzijds respect.
In 1984 nam Haarlemmerliede een nieuw bestemmingsplan aan, waarbij het gebied rond Ruigoord werd aangewezen als groenzone. Omdat dit strijdig was met een provinciaal streekplan, werd het bestemmingsplan niet goedgekeurd. In 1991 werd het gebied bestemd voor een gemengd industrie- en haventerrein met veel groen. In dit bestemmingsplan zou Ruigoord grotendeels moeten verdwijnen. Na een langdurige juridische strijd werd een deel van de Houtrakpolder, inclusief het dorp Ruigoord, per 1 januari 1997 onderdeel van de gemeente Amsterdam. De gemeente blies de oude plannen voor de Afrikahaven nieuw leven in. Een belangrijke rol hierbij speelde een landelijke regeling met betrekking tot vervuild slib. De Afrikahaven kon worden gebruikt als slibdepot, mits het depot uiterlijk in 1998 zou zijn aangelegd.

### Groenoord

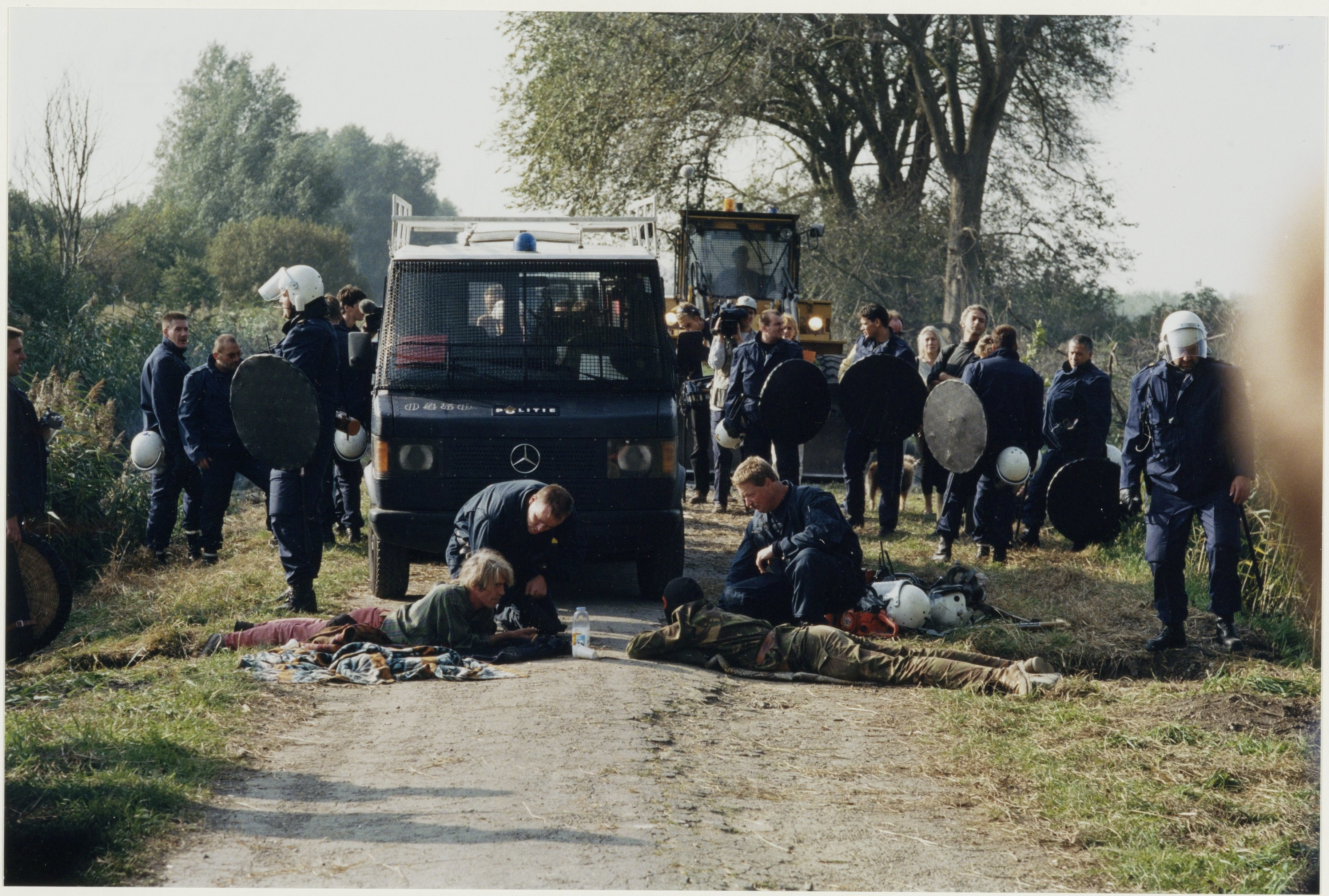
Actievoerders, met een arm vergrendeld in het wegdek, blokkeren de oprukkende Mobiele Eenheid tijdens de ontruiming van Ruigoord (1997)

Terwijl de Ruigoordbewoners tot bij het Europees Gerechtshof in Luxemburg procedeerden tegen de plannen, begonnen graafmachines met voorbereidende werkzaamheden. Vanaf 16 juli 1997 stichtte de actiegroep GroenFront! in het gebied een actiekamp onder de naam Vrijstaat Groenoord. Bomen werden bezet met boomhutten, en in het gebied werden tunneltjes gegraven. Ook werden er in de bomen, tunnels en op de toegangswegen betonnen lock-ons geplaatst, waarin men zich in geval van ontruiming met een polsbandje kon vasthaken om verwijdering te voorkomen. In de zomer dat het actiekamp bestond vonden er diverse acties plaats bij betrokkenen in de aanleg van de haven.
Zo werd onder andere het kantoor van het havenbedrijf een dag bezet gehouden. Op 7 oktober 1997 werd het actiekamp door de Mobiele Eenheid ontruimd, waarbij op de eerste dag 800 man ME werden ingezet tegenover ongeveer tachtig activisten. Rond het gebied werd in een ochtend tijd ongeveer zes kilometer hekwerk geplaatst om sympathisanten van Groenoord buiten te houden. De BraTra had voor de ontruiming de beschikking over hoogwerkers, shovels, graafmachines en hijskranen en er werd dag en nacht met behulp van floodlights doorgewerkt. 
Terwijl het aanvankelijk de bedoeling was vrijwel geheel Ruigoord af te breken, en de bewoners elders te herhuisvesten, werd in 2000 besloten de plangrens rond het dorp ruimer te trekken. Het dorp Ruigoord zou blijven bestaan; er zou echter niet meer mogen worden gewoond. Hierna werd het dorp overgedragen, en werd de haven aangelegd.

### Landjuweel

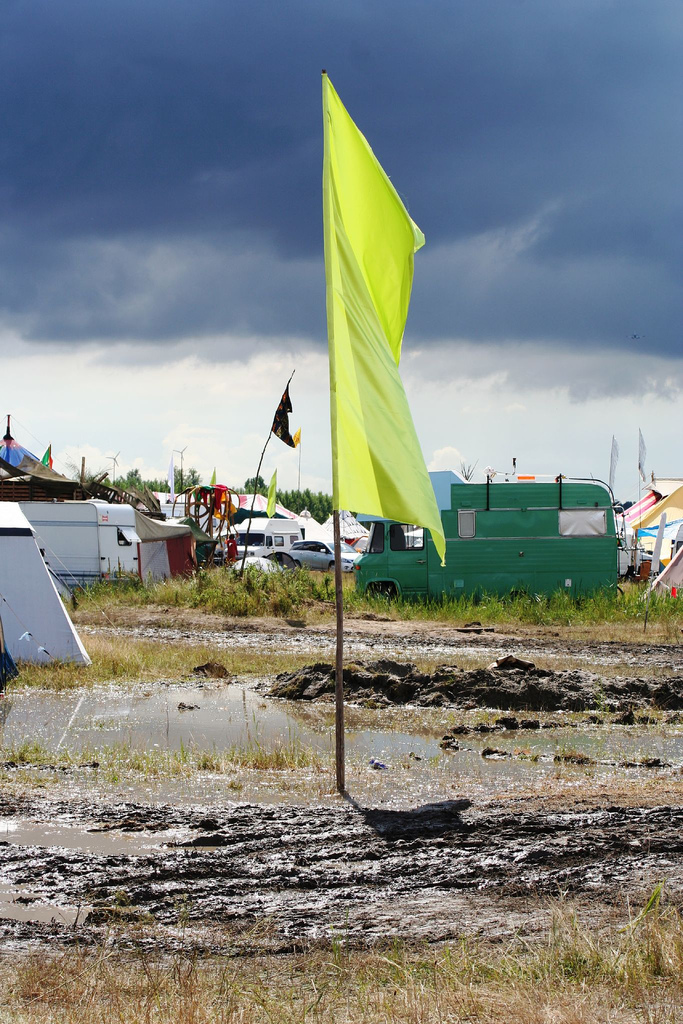
Ruigoord (Landjuweel) in 2006

Op Ruigoord worden veel alternatieve bijeenkomsten gehouden, waarvan het jaarlijkse Landjuweel, gecoördineerd door Rudolph Stokvis (1935-2023), het bekendst is.
Vanaf 1981 heeft videograaf Olivier Jansen bijeenkomsten van Ruigoord op video vastgelegd. Ook Luc Sala bezat een omvangrijk tape-archief met opnamen van Ruigoord.
In juni 2004 baarde het gemeenteraadslid Hansje Kalt van Amsterdam Anders/De Groenen opzien door het indienen van een motie waarin werd opgeroepen de Afrikahaven te dempen en de natuur te herstellen. De motie werd verworpen; alleen Kalt stemde voor.
In 2005 is Mary Benjamins begonnen met filmen in Ruigoord. Ze portretteert zowel kunstenaars individueel als ook het maakproces van diverse 'gesamtkunstwerke'. Een eerste serie portretten was in 2009/2010 te zien in het Amsterdams Historisch Museum.
In juli 2013 werd het veertigjarige bestaan van de kunstenaarskolonie uitgebreid gevierd.

## Atelierhouders in Ruigoord
Kunstenaars en schrijvers die een atelier hebben in Ruigoord:
- Hans Plomp
- Gerben Hellinga
- Jinny Thielsch
- Rob van Tour
- Elsje Stroetinga
- Tosca Niterink
- Frank Clijnk
- Anita Janssen
- Jan van Aken
- Theo Kley
- Aja Waalwijk
- Maya Link
- Tycho Hellinga
- Hennie van der Vegt
- Hedy van den Berg
- Sieger Duinkerken
- Mozes Meijer

## Bereikbaarheid
- Westpoortweg
- Bus 382 (Connexxion)